# 26243 Sallyfenska
26243 Sallyfenska este un asteroid din centura principală de asteroizi.

## Descriere
26243 Sallyfenska este un asteroid din centura principală de asteroizi. A fost descoperit pe 17 august 1998 la Socorro, New Mexico, în cadrul proiectului LINEAR. Asteroidul prezintă o orbită caracterizată de o semiaxă mare de 2,27 ua, o excentricitate de 0,17 și o înclinație de 4,1° în raport cu ecliptica.